# Popis hrvatskih veleposlanika u Mjanmaru
Republika Hrvatska i Unija Mjanmar održavaju diplomatske odnose od 3. rujna 1999. Sjedište veleposlanstva je u Kuala Lumpuru.

## Veleposlanici
Hrvatska nema rezidentno veleposlanstvo u Mjanmaru. Veleposlanstvo Republike Hrvatske u Maleziji pokriva Vijetnam, Laosku Narodnu Demokratsku Republiku, Mjanmar, Brunej Darussalam i Kambodžu.
| Veleposlanik   | Postavljenje      | Opoziv             | Sjedište     |
| -------------- | ----------------- | ------------------ | ------------ |
| Damir Perinčić | 17. ožujka 2000.  | 1. studenoga 2002. | Kuala Lumpur |
| Željko Čimbur  | 8. prosinca 2003. | 15. prosinca 2008. | Kuala Lumpur |
| Željko Bošnjak | 23. lipnja 2009.  | 30. travnja 2014.  | Kuala Lumpur |
| Krešo Glavač   | 21. srpnja 2016.  |                    | Kuala Lumpur |

## Vanjske poveznice
- Mjanmar na stranici MVEP-a